# Louis Mellis
Louis Mellis (...) è un attore scozzese.

## Biografia
Ha doppiato Darth Sion, un personaggio del videogioco Star Wars: Knights of the Old Republic II: The Sith Lords.

## Filmografia

### Attore

#### Cinema
- Hawks, regia di Robert Ellis Miller (1988)
- Vroom, regia di Beeban Kidron (1988)
- Suore in fuga (Nuns on the Run), regia di Jonathan Lynn (1990)

#### Televisione
- Danger: Marmalade at Work - serie TV, episodi 1x2 (1984)
- The Monocled Mutineer - miniserie TV, episodi 1x2-1x3 (1986)
- Wish Me Luck - serie TV, episodi 1x1-1x2 (1988)
- Christabel - miniserie TV, episodi 1x2 (1988)
- Paradise Club (The Paradise Club) - serie TV, episodi 2x2 (1990)
- Screen Two - serie TV, episodi 8x1 (1991)
- Mulberry - serie TV, episodi 2x4 (1993)
- Metropolitan Police (The Bill) - serie TV, episodi 5x59-10x92 (1989-1994)